# カール・フォン・エスターライヒ (1590-1624)
カール・ヨーゼフ・フォン・エスターライヒ（Karl Joseph von Österreich, 1590年8月7日 - 1624年12月28日）は、オーストリア大公家の大公（Erzherzog）、神聖ローマ皇帝フェルディナント2世の末弟。「遺腹のカール（Karl der Postume/Karl Postumus）」と呼ばれた。ブレスラウ司教、ブレッサノーネ司教、ドイツ騎士団総長を務めた。1621年、兄皇帝よりボヘミア王冠領の構成邦グラーツ伯領（Grafschaft Glatz）を与えられた。

## 生涯
内オーストリア大公カール（2世）とその妻でバイエルン公アルブレヒト5世の娘であるマリア・アンナの間の末息子（第15子、六男）として生まれた。両親は実の叔父と姪の間柄だった。父はカールが生まれる1か月前に死去していたため、遺腹として生まれた。末子として聖職者の道に進むことを定められ、幼い頃からパッサウ、ザルツブルク、トリエント、ブレッサノーネの司教座聖堂参事会員に名を連ねた。大公の傅育係には後にゼッカウ司教に就任するヤーコプ・エーバーライン（Jakob Eberlein）が任命された。
1608年7月7日にブレスラウ司教に叙階され、12月14日にラヴァント（マリボル）司教ゲオルク・シュトベウス・フォン・パルムブルク（Georg Stobäus von Palmburg）に付き添われてブレスラウ市に入城した。またグルク司教ヨハン・ヤーコプ・フォン・ランベルク（Johann Jakob von Lamberg）が教育係（Hofmeister）として若いカールの相談相手となった。1613年にブレッサノーネ司教を兼ねることになり、2つの司教領の管理者（Administrator）を務める必要からナイセ（ニサ）に居を移した。1615年に司祭按手を、1619年に司教按手を受けた。つまりカールは教会法に定める司教叙階年齢を満たさずに司教に就任していた。同じ1619年、従兄でドイツ騎士団総長のマクシミリアン（3世）大公が死去した際、その後継者に定められていた兄マクシミリアン・エルンストが1616年に早世していたことから、カールが総長職を引き継いだ。
シュタイアーマルク大公家の兄姉と同様、カールもまた厳格なカトリック信徒として育てられており、ブレスラウ司教領をめぐる政治・宗教情勢を憂えていた。従兄の皇帝ルドルフ2世が1609年勅書（Majestätsbrief）でシレジアの福音派の諸侯・等族にカトリックの諸侯・等族と同じ権利を与えた際、カールは皇帝に強く抗議したが無駄に終わった。カールは1617年、シレジアの州総督（Oberlandeshauptmann）にカトリック改宗者のチェシン（テシェン）公アダム・ヴァツワフを就任させるように仕向けている。
プファルツ選帝侯フリードリヒ5世がボヘミア王に選出されると、三十年戦争が勃発し、カールもナイセの司教宮殿には居られなくなって、義兄のポーランド王ジグムント3世の宮廷に逃亡し、その後はブレッサノーネ司教領に移った。1621年の白山の戦いの後、ようやくナイセに帰還し、翌1622年に同市にイエズス会の学校を開設した。
1621年10月1日、兄の皇帝フェルディナント2世により、ボヘミア王冠の構成邦グラーツ伯領（Grafschaft Glatz）を授けられた。同伯領は皇帝に対する反乱に参加し、皇帝の差し向けた鎮圧軍と戦っていた。伯領の等族は1622年10月28日に皇帝軍に降伏し、翌月の11月にカールが伯領総督に任命したフィリップ・ルドルフ・フォン・リヒテンシュタイン＝カステルコルン（Philipp Rudolf von Liechtenstein-Kastelkorn）に忠誠を誓った。カールはブレスラウ司教領の一部ナイセ公領（Herzogtum Neisse）で以前から進めていた対抗宗教改革を、グラーツ伯領にも課した。伯領では福音派の説教師や学校教師が追放され、貴族、都市、自由裁判官（Freirichter）は処罰された。カールの支配地域に住むプロテスタントは、国外逃亡かカトリック転向の2択しか残されなかった。
1624年、カールは甥のスペイン王フェリペ4世にポルトガル副王就任を要請され、マドリード宮廷を訪れた。しかし到着後すぐに発病し、同年の12月末に死去した。遺骸はエル・エスコリアル修道院の王子廟（Panteón de Infantes）に葬られたが、カールの生前の意思により、心臓だけは抜き取られて銀容器に入れられ、ナイセのイエズス教会に納められた。